# Nisitrus hyalinus
Nisitrus hyalinus är en insektsart som beskrevs av Henri Saussure 1878. Nisitrus hyalinus ingår i släktet Nisitrus och familjen syrsor. Inga underarter finns listade i Catalogue of Life.